# Bataille de la Tollense
La bataille de la Tollense est survenue durant l'Âge du bronze sur les bords de la rivière Tollense, dans le Mecklembourg-Poméranie-Occidentale, en Allemagne. Il s'agit de la première bataille connue sur le sol européen.

## Découvertes archéologiques
Des ossements humains, dont un humérus dans lequel était fichée une pointe de flèche en silex, ont été découverts en 1996 par un archéologue amateur dans une zone marécageuse de la vallée de la Tollense, à environ 120 km au nord de Berlin.
Entre 2009 et 2015, des fouilles archéologiques sont menées dans la vallée de la Tollense ; cinq chevaux et plus d'une centaine de corps humains sont mis au jour. Il s'agit pour l'essentiel d'ossements appartenant à des hommes âgés de 20 à 40 ans et présentant des marques de mort violente. Ces vestiges semblent attester d'une violente bataille menée dans la vallée aux alentours de 1200 av. J.-C., durant l'Âge du bronze. Des armes ont été trouvées sur place, dont des lances, des épées, des couteaux, des pointes de flèches en bronze et des gourdins de bois présentant la forme d'un maillet de croquet,. Si les morts provoquées par flèche ou lance sont majoritaires, aucune n'est due à un coup d'épée.

## Analyse
Si l'on considère qu'environ 200 personnes ont perdu la vie lors de cette bataille et que la densité de population est alors d'environ 5 personnes par km2, la « bataille de la Tollense » apparait comme le plus important conflit armé connu en Allemagne à cette époque. C'est la première bataille rangée connue sur le sol européen.
En 2016, alors que 90 % du site reste encore inexploré, les chiffres sont réactualisés : il s'agirait d'une bataille où, selon les estimations, près de 4 000 combattants auraient été impliqués, et où 750 d'entre eux auraient été tués. La présence de cavaliers et de porteurs d'épées jette une lumière nouvelle sur la composition sociale des combattants : ce ne sont pas des hordes d'agriculteurs qui se rencontrent dans une bagarre sauvage, mais des armées organisées dont la hiérarchie laisse suggérer des sociétés structurées.

## Théories
Les combattants semblaient provenir de deux régions distinctes. Un groupe a été caractérisé par des traces d'un isotope du carbone, qui est considéré comme un signe caractéristique de la consommation du millet.[réf. souhaitée] Comme cette culture était inconnue dans le Mecklembourg, cet indice laissait supposer que les attaquants provenaient de régions plus au sud, sur les contreforts des Alpes. La bataille aurait eu lieu près d'un gué de la rivière.
Depuis 2015, la théorie du millet est remise en cause. Il s'agirait plutôt de deux populations voisines, l'une ayant une technologie du bronze plus développée que l'autre. 
La bataille se serait déroulée près d'un pont traversant la vallée, et non d'un gué. Il s'agirait d'une grande voie construite 500 ans avant la bataille. La théorie actuelle relie cette bataille à l'effondrement de l'âge du bronze, qui se produit à cette époque au Proche-Orient et en Europe, avec un accroissement massif des guerres et des conflits.

## Génétique
Selon une étude génétique, bien que des études aient émis l'hypothèse que certains des guerriers venaient du sud de l'Europe centrale, c'est-à-dire du sud-est de l'Allemagne et de la Bohême, il semble probable que les individus de Tollense soient issus d'une population relativement homogène, avec un degré élevé de continuité avec ceux vivant dans la même région aujourd'hui.
Sept échantillons masculins sur seize montrent l'haplogroupe R1b, les trois avec les meilleures inférences sont R1b-P312, deux autres sont R1b-L51, l'autre R1b-M269. Les neuf autres montrent l'haplogroupe I2a.

### Articles de recherche
- (en) Detlef Jantzen, Ute Brinker, Jörg Orschiedt et al., A Bronze Age battlefield ? Weapons and trauma in the Tollense Valley, north-eastern Germany, Oxford, Oxford University Press >, coll. « Archeology », 2011, p. 417–433
- (de) Detlef Jantzen et Thomas Terberger, Gewaltsamer Tod im Tollensetal vor 3200 Jahren, Stuttgart, Theiss, coll. « Archäologie in Deutschland » (no 4), 2011 (ISSN 0176-8522), p. 6–11
- (de) Thomas Brock, Archäologie des Krieges. Die Schlachtfelder der deutschen Geschichte, Philipp von Zabern, Darmstadt. 240 p.
- Jacqueline Charpentier, « Massacre sur le pont : Plongée dans une bataille colossale de l’âge de bronze », Actualité Houssenia Writing, 27 mars 2016